# 旧式与新式日期
舊曆（英語：Old Style、缩写 ）与新曆（英語：New Style、缩写 ）分别代表西方國家更換曆法前後的兩套不同日期系统，以表示1582年至20世紀期間各國從儒略曆過渡到格里曆時出現的日期差異。
英格蘭、威爾斯、愛爾蘭和英屬北美於1752年曾變曆兩次；首次将新一年的开始时间从淑女节（3月25日）调整为1月1日（苏格兰从1600年开始执行），而第二次则於9月的日历中删除11天，以徹底廢儒略历並改行格里历。为了适应此两次變曆，作家们使用双重日期，根据两种日期风格来确定某一天的日期。
对于俄罗斯一類無调整日期變曆的国家，O.S.和N.S.只是表示儒略曆和格里曆的曆法系统，许多东正教国家的教會出于宗教因素，仍使用儒略历。